# Lancero

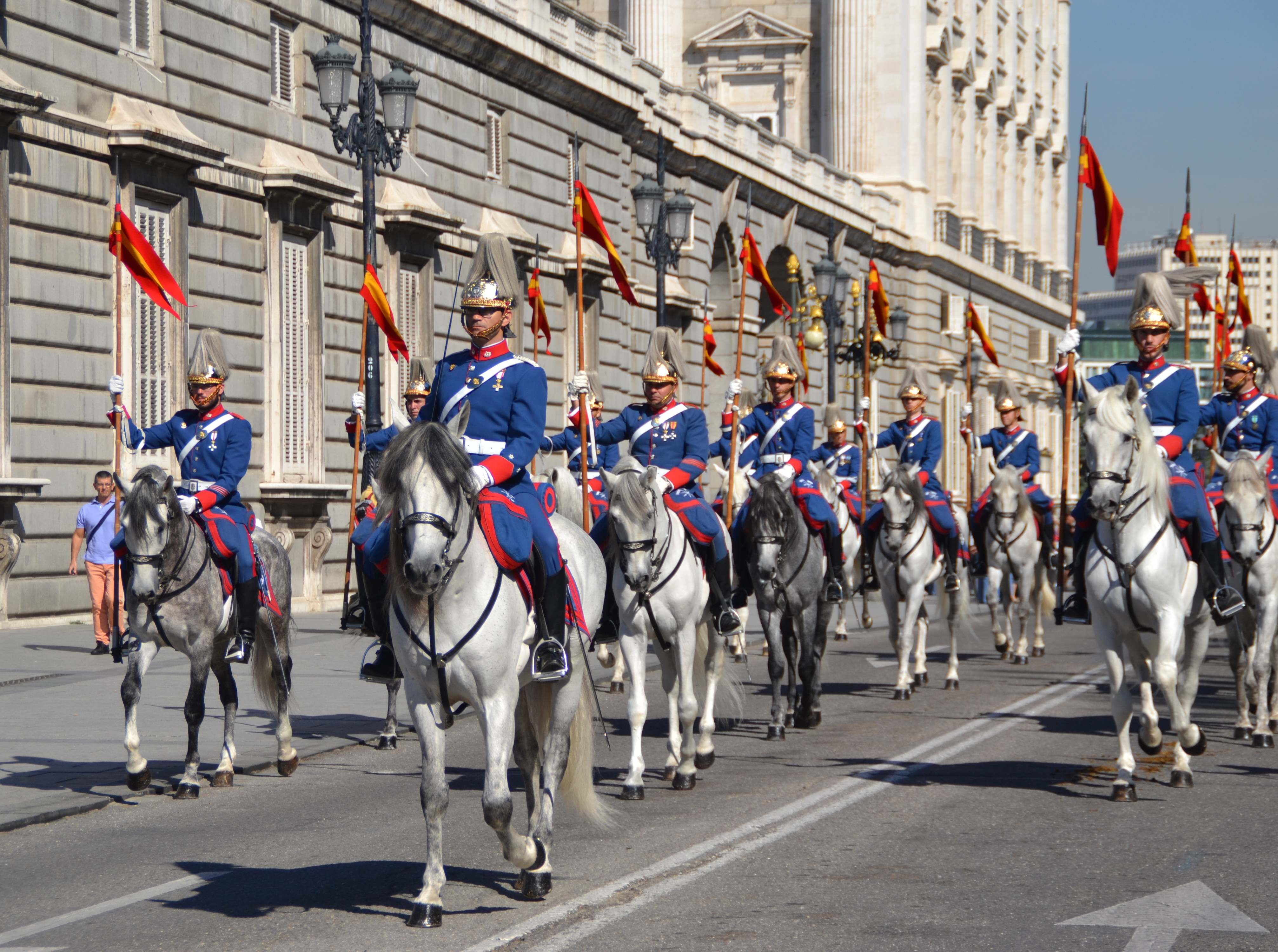
Lanceros del Escuadrón de Escolta Real, Guardia Real Española.

Los lanceros son soldados de una unidad de caballería que combaten con una lanza.

## Historia
Aunque siempre había habido caballeros que combatían con lanza, los lanceros en el sentido moderno del término se originan en la Polonia del siglo XVIII. Los lanceros polacos demostraron su eficacia al servicio de la Grande Armée de Napoleón Bonaparte y al final de las Guerras revolucionarias francesas y las guerras napoleónicas todos los estados europeos disponían de sus propios regimientos de lanceros.
Desde el final de los años 1880, la caballería alemana generalizó el uso de la lanza como arma principal tanto entre los lanceros (llamados Uhlan en Alemania) como entre los húsares y coraceros.
En 1914, al comienzo de la Primera Guerra Mundial, los ejércitos alemán, italiano, belga, portugués, ruso y británico contaban con regimientos de lanceros. Hubo un debate feroz acerca de si el arma de caballería más mortal era el sable o la lanza, pero tanto el uno como la otra se revelaron completamente ineficaces frente a la lluvia de fuego desplegada en la guerra de trincheras.
Algunas unidades conservan a día de hoy el nombre de «lanceros» incluso aunque se desplacen en vehículos blindados.

Distintos tipos de lanceros
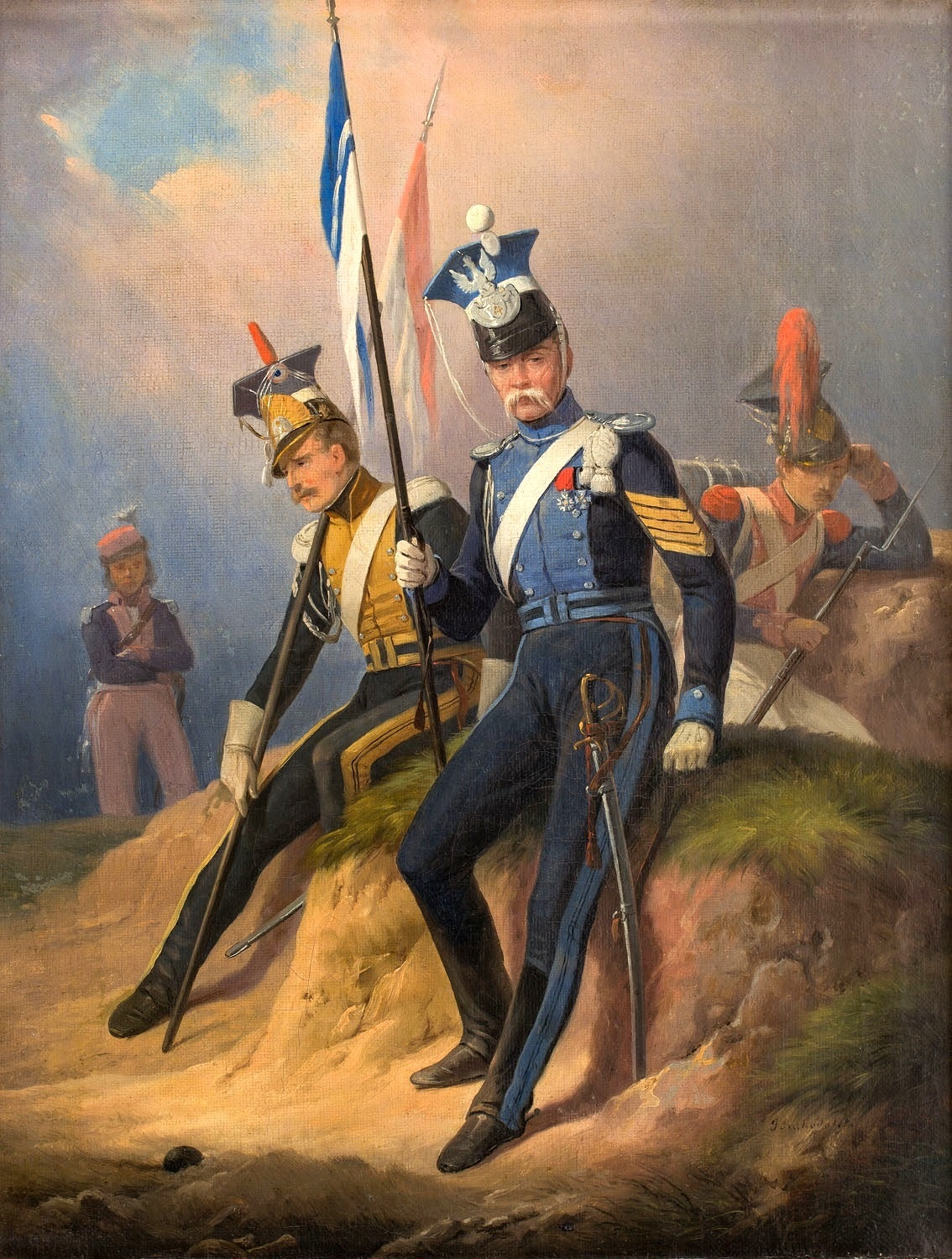
Lanceros polacos, 1807-1815
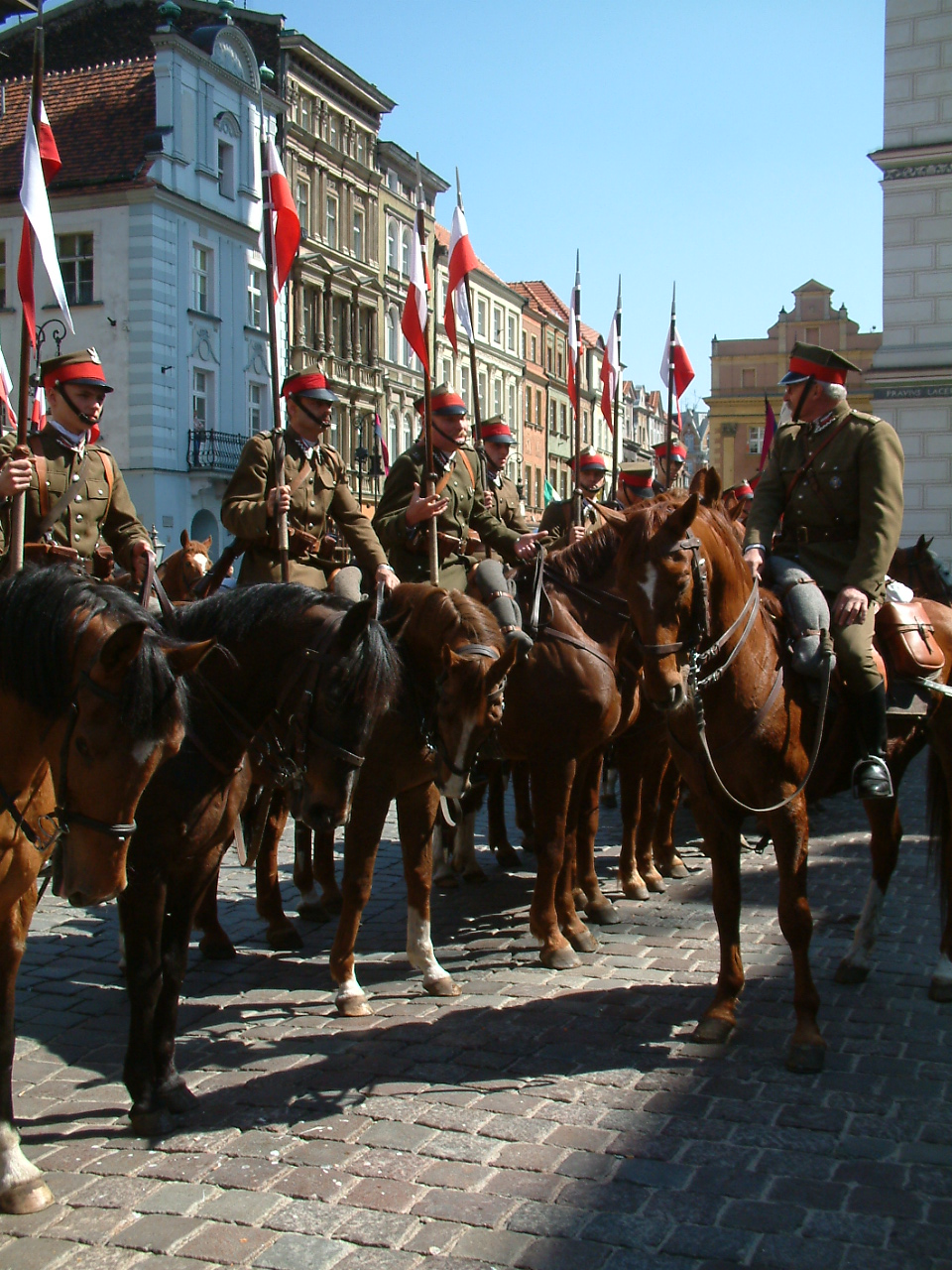
Polonia (2005), 15.º Regimiento (reconstrucción)
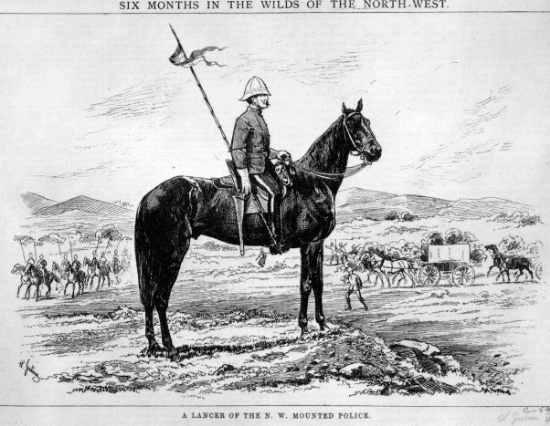
Canadá (1875) Policía montada del Estado del Noroeste
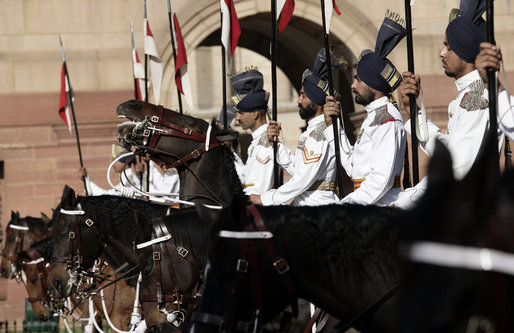
República India (2008) Guardia presidencial a caballo
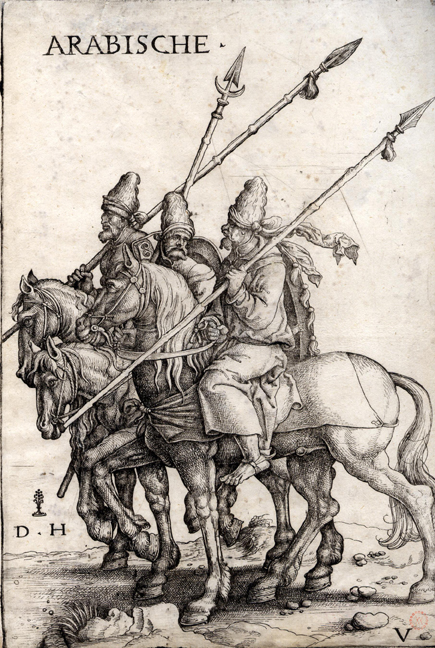
Siglo XVI, lanceros árabes, por Daniel Hopfer.